# Jena (Louisiana)
Jena és una població dels Estats Units a l'estat de Louisiana. Segons el cens del 2000 tenia 2.971 habitants.

## Demografia
Segons el cens del 2000, Jena tenia 2.971 habitants. La densitat de població era de 213,2 habitants/km².
Per edats la població es repartia de la següent manera: un 27,5% tenia menys de 18 anys, un 8,8% entre 18 i 24, un 22,5% entre 25 i 44, un 22,8% de 45 a 60 i un 18,4% 65 anys o més.
L'edat mediana era de 39 anys. Per cada 100 dones de 18 o més anys hi havia 84,7 homes.
La renda mediana per habitatge era de 30.938 $ i la renda mediana per família de 39.848 $. Els homes tenien una renda mediana de 31.332 $ mentre que les dones 18.317 $. La renda per capita de la població era de 13.761 $. Entorn del 9,9% de les famílies i el 15,1% de la població estaven per davall del llindar de pobresa.

## Poblacions més properes
El següent diagrama mostra les poblacions més properes.